# Ню Йорк Таймс Билдинг
Ню Йорк Таймс Билдинг (на английски; New York Times Building) е 52-етажен небостъргач в Манхатън, Ню Йорк. Сградата е проектирана от бюрото на италианския архитект Ренцо Пиано и е завършена през 2007. Висока е 228 м до покрива и 319 м до върха на антената. Самата сграда е представяна като „зелена“, макар че не е лицензирана от независимата международна организация Leadership in Energy & Environmental Design (LEED), която издава такива сертификати. Дизайнът на сградата включва много мерки за подобряване на енергийната ефективност. Механизирани транспаранти, контролирани със сензори, намаляват блясъка, а повече от 18 000 флуоресцентни осветителни тела с индивидуално управление допълват естествената светлина и така осигуряват 30% по-малко използване на енергия.
Най-голям собственик и обитател на сградата е Ню Йорк Таймс Къмпани (The New York Times Company), издател на вестниците Ню Йорк Таймс, Бостън Глоуб, Интернешънъл Хералд Трибюн и др. Тя притежава 74 300 m² между 2 и 27 етаж. Форест Сити Ратнър притежават 65 032 m² между 29 и 52 етаж и още 1951 кв. м магазини на нивото на улицата. Има още 6 юридически фирми и още наематели, които не са изброени.
През лятото на 2008 г. трима мъже в рамките на един месец нелегално се катерят по външната фасада на сградата. Единият от тях — Ейлън Робърт, професионален катерач, който се опитва да имитира „френския спайдърмен“ – изкачва северната стена на сградата от първия етаж до покрива, където бива арестуван.